# Azatavan
Azatavan (en armenio: Ազատավան) es una comunidad rural de Armenia ubicada en la provincia de Ararat.
En 2008 tenía 3047 habitantes. Hasta 1945 la localidad era conocida como "Chigdamlu".
El pueblo es el lugar de nacimiento del director de cine Agasi Babayan, conocido por haber rodado en 1961 la primera película sobre Dersú Uzalá.
Se ubica en la periferia noroccidental de Artashat, sobre la salida de la carretera H8 que une Artashat con Ereván.